# 17 octobre 1978
Le mardi 17 octobre 1978 est le 290e jour de l'année 1978.

## Naissances
- Bernard Bellefroid, réalisateur belge
- Brian Rusiecki, ultra-traileur américain
- Cheryl Murphy, karatéka américaine
- Chuka Umunna, homme politique britannique
- Erin Karpluk, actrice canadienne
- Jerry Flannery, joueur de rugby
- Kevin Lisbie, joueur de football britannique
- Lars Hirschfeld, joueur de football canadien
- Ludwig Dahlberg, musicien suédois
- Milagros Cabral, joueuse de volley-ball de la République dominicaine
- Pablo Iglesias Turrión, personnalité politique espagnole
- Scott Morgan, joueur de rugby
- Yann Bourven, écrivain français

## Décès
- Abdel-Halim Mahmoud (né le 12 mai 1910), imam égyptien
- Adolphe Vincent (né le 12 juillet 1896), personnalité politique française
- Gertrude Cox (née le 13 janvier 1900), statisticienne américaine
- Giovanni Gronchi (né le 10 septembre 1887), homme politique italien
- Jean Améry (né le 31 octobre 1912), écrivain autrichien

## Événements
- discours du nouveau pape à la radio[1].